# Csapody-kastély
A Csapody-kastély a Somogy vármegyei Ádánd község egyik műemléke. 2007-ig a helyi mezőgazdasági iskola kollégiumaként működött.   Azóta üresen, kihasználatlanul áll. Egyemeletes, közel téglalap alaprajzú épület, timpanonos főhomlokzata kelet felé néz. A tetején sorakozó manzárdablakok valószínűleg jórészt vendégszobákhoz tartoztak.

## Története
Ott, ahol a mai kastély található, az ősrégi osztopáni Perneszy családnak már a 17. században állt egy kastélya. Ennek a családnak volt leányági leszármazottja az a zalalövői Csapody család, amelynek már Ádándon született tagja, Csapody Pál, a jobbágyfelszabadítás előtti utolsó helyi földesúr a korábbi kastély helyére felépíttette a mostani kastélyt 1820 és 1827 között.
Csapody Pál jó barátja volt Deák Ferencnek, Csány Lászlónak, valamint több akkori jelentős politikusnak. 1849 márciusának elején az építtető meghívására a kastélyba érkezett többek között Wesselényi Miklós, Kemény Zsigmond, egy Viczay gróf és Roboz István, akik politikai kérdésekről, például a nemrég lezajlott kápolnai csatáról vitáztak. Roboz itt írta Kossuth imája a kápolnai csatában elesettek felett című versét is. Csapodynak, a híres lótenyésztőnek és lovasnak köszönhetően az ádándi lovasélet is fellendült, az uradalmi istálló és egy valószínűleg kocsiszínnek (később marhaistállónak) használt épület ma is áll.
Csapody Pál gyermek nélkül hunyt el. Özvegye, kisgeszényi Szabó Amália (1809–1888) asszony hamarosan eladta a kastélyt és a hozzá tartozó jelentős birtokot. Ezután a kastélynak több tulajdonosa is volt, például egy Wickenburg gróf, majd a Tallián, később pedig a Satzger család. Utóbbiak több nemzedéken át nagy területen gazdálkodtak is Ádánd térségében, de a 2. világháború idején elmenekültek. A kastélyt ezután emberek egy csoportja gyorsan kifosztotta és a berendezést elhordta, sőt, még az épületben is kár esett. Az államosítás után mezőgazdasági szakmunkásokat kezdtek képezni a kastélyban, amelyet 1980 és 1985 között átépítettek (tetőszerkezete egyszerűbbé vált). 2000 nyarán belső átalakításokat is végeztek, majd 2007-ben a mezőgazdasági szakiskola megszűnt, azóta az épület üres, kihasználatlan, állapota lassan romlik.

## A kastélypark
A kastély körüli park egykor közel 6 hektáron terült el, de amikor a 2. világháború után iskolát alakítottak ki benne, területe az újonnan épített sportpályák, terménytárolók, hangárok és műhelyek miatt jelentősen lecsökkent, értékes növényzetéből is sok fát kivágtak. (Igaz, később részben újraparkosították a területet.) Néhány 100–150 éves fa ma is áll a parkban, köztük több 200 cm-nél is nagyobb törzskerületű vadgesztenye és egy 416 cm kerületű fekete dió. Más jellemző fafajok még a páfrányfenyő, a platán, a vasfa, az ezüstfenyő, az erdei fenyő, a feketefenyő, a közönséges nyír és a tiszafa. A parkban megtalálható volt az egykori iskola névadójának, Fekete Istvánnak a mellszobra is, melyet a helyi általános iskola udvarába költöztettek át.